# اگولار دل ریو الهاما
اگولار دل ریو الهاما (به اسپانیایی: Aguilar del Río Alhama) یک شهرستان در اسپانیا است که در لاریوخا واقع شده‌است.

## خصوصیات
اگولار دل ریو الهاما ۵۴٫۱۱ کیلومترمربع مساحت دارد ۶۴۲ متر بالاتر از سطح دریا واقع شده‌است.